# Atrichopogon flaviscutellum
Atrichopogon flaviscutellum är en tvåvingeart som beskrevs av Tokunaga 1940. Atrichopogon flaviscutellum ingår i släktet Atrichopogon och familjen svidknott. Inga underarter finns listade i Catalogue of Life.